# Monastère de la Sainte-Trinité de Dučalovići
Pour les articles homonymes, voir Monastère de la Sainte-Trinité.
Le monastère de la Sainte-Trinité de Dučalovići (en serbe cyrillique : Манастир Свете Тројице у Дучаловићима ; en serbe latin : Manastir Svete Trojice u Dučalovićima) est un monastère orthodoxe serbe situé à Dučalovići, dans la municipalité de Lučani et dans le district de Moravica, en Serbie. Il est inscrit sur la liste des monuments culturels de grande importance de la république de Serbie (identifiant no SK 382),,,.
Le monastère et son église sont dédiés à la sainte Trinité. Le monastère figure parmi les dix monastères de la gorge d'Ovčar-Kablar, qui, pour cette raison, est surnommée le « Mont Athos serbe ». Il abrite une communauté de religieux, ; sur le plan architectural, il est considéré comme l'un des plus beaux de la gorge,.

## Localisation

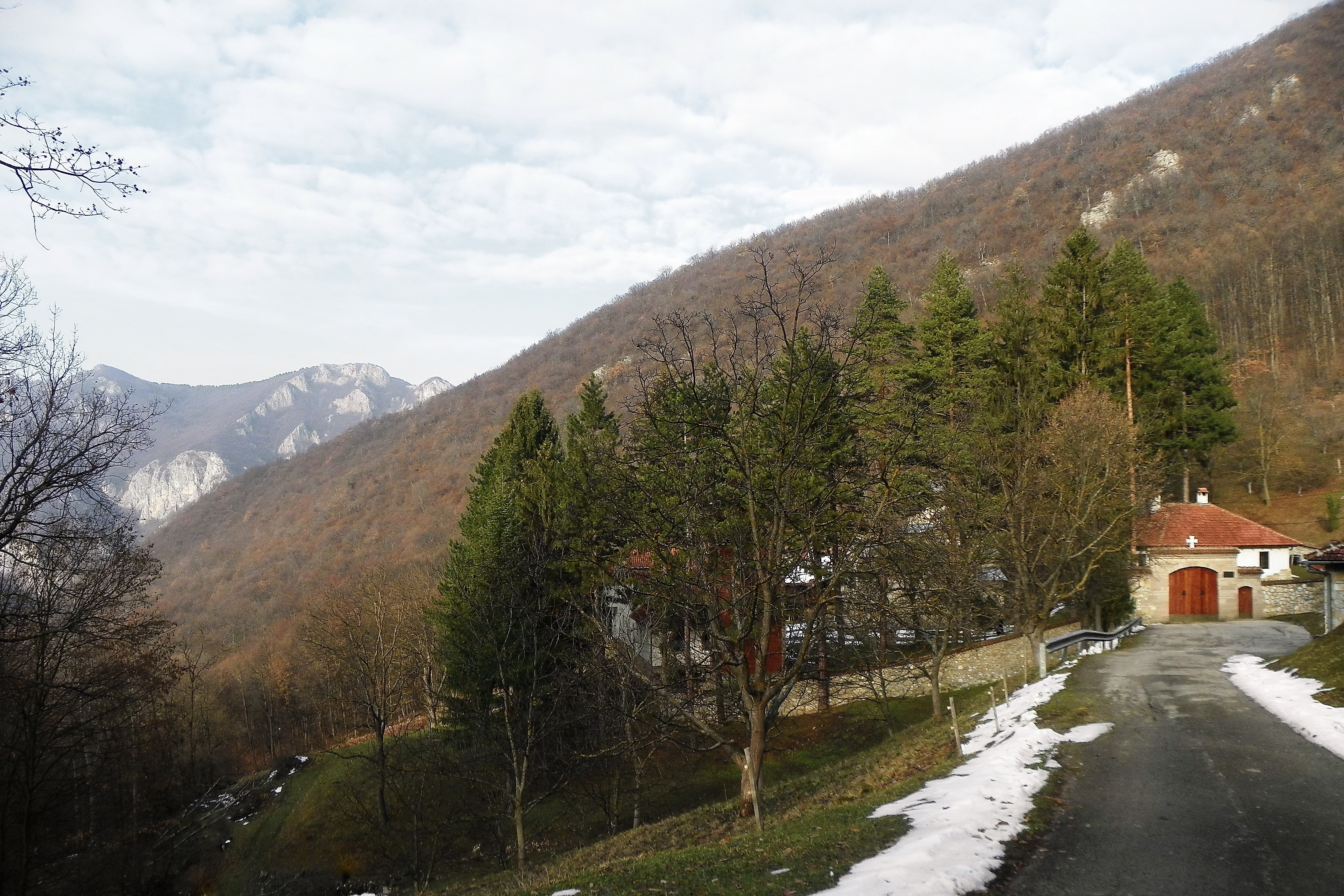
Vue du monastère en venant de Dučalovići.

Le monastère de la Sainte-Trinité est situé au hameau de Dučalovići, sur le pentes occidentales du mont Ovčar, à 4 km du monastère de la Présentation-du-Christ-au-Temple.

## Histoire
La date exacte de la fondation du monastère n'est pas connue mais on pense qu'il a été construit entre le XIIIe siècle et le XVIIe siècle ; ce qui est sûr, c'est qu'il a été édifié par des moines venus du monastère voisin de la Présentation-du-Christ-au-Temple. Le monastère, mentionné dans des sources écrites en 1594, a probablement été construit dans la dernière décennie du XVIe siècle, ; cette datation est confirmée par les recherches effectuées sur l'église,. Reste que les données historiques fiables remontent seulement au XIXe siècle,.
Parmi les higoumènes du monastère, on peut citer les plus récents : Atanasije Đokić (1937-1940), mort au monastère, Jelisej Popović (1940-1945), mort à Ovčar Banja et enterré au monastère, Irinej Vasiljević (1945-1984), mort au monastère, Varnava Miodragović (1984-2018), mort en 2020 et enterré au monastère, et Orsisije Ivanović (2018-en fonction).

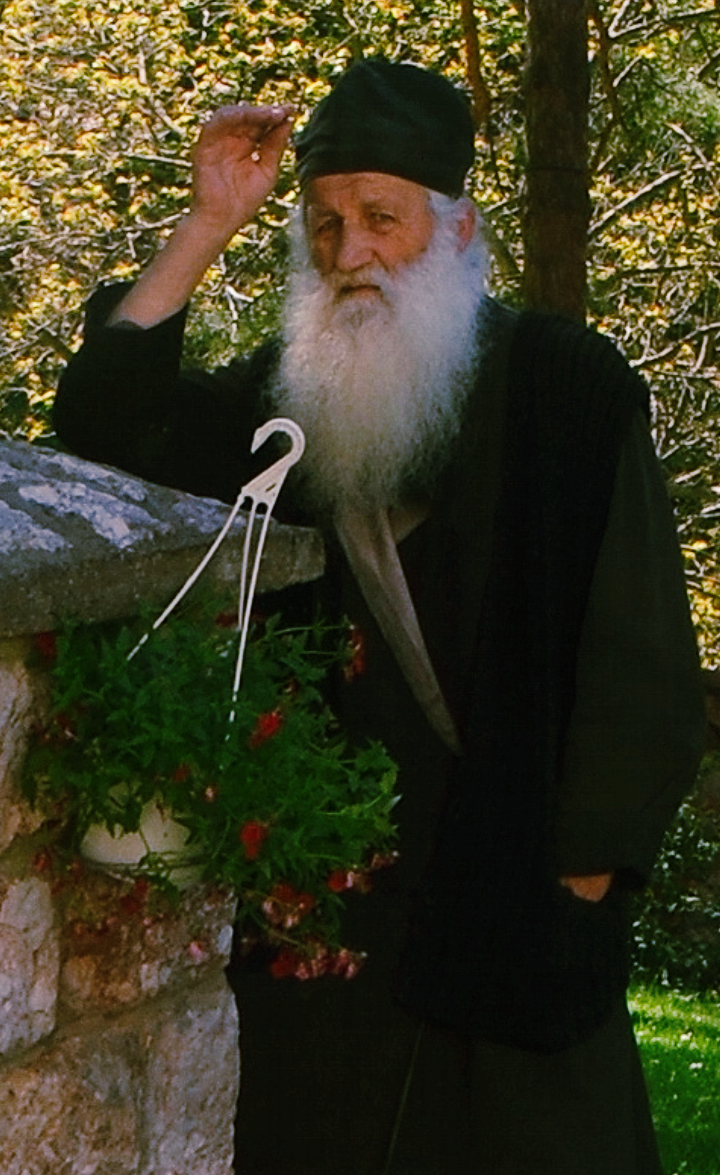
L'archimandrite Varnava Miodragović (1937-2020)
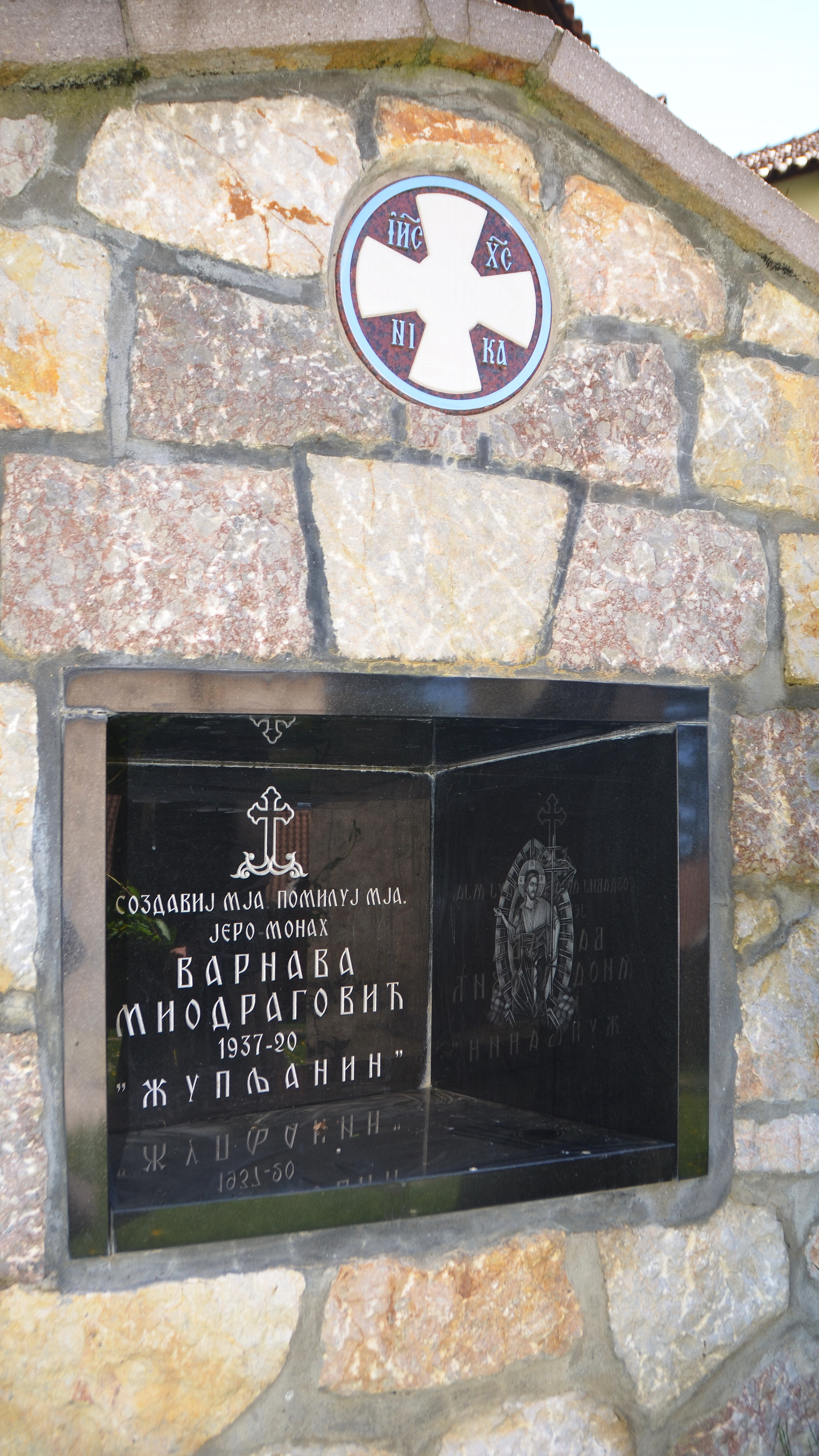
Détail de la tombe de Varnava.

## Église
L'église est constituée d'une nef unique prolongée par un transept, par un chœur et par une abside saillante qui adopte une forme pentagonale à l'extérieur ; la croisée du transept est surmontée d'une coupole, qui forme un dôme massif à douze pans reposant sur un tambour à l'extérieur,. La nef est précédée d'un narthex. La décoration moulurée du portail occidental semble dater du XIIIe siècle, ; les lunettes au-dessus des portails ont été ornées de fresques au XVIIe siècle, tandis que l'intérieur n'a jamais été peint,.

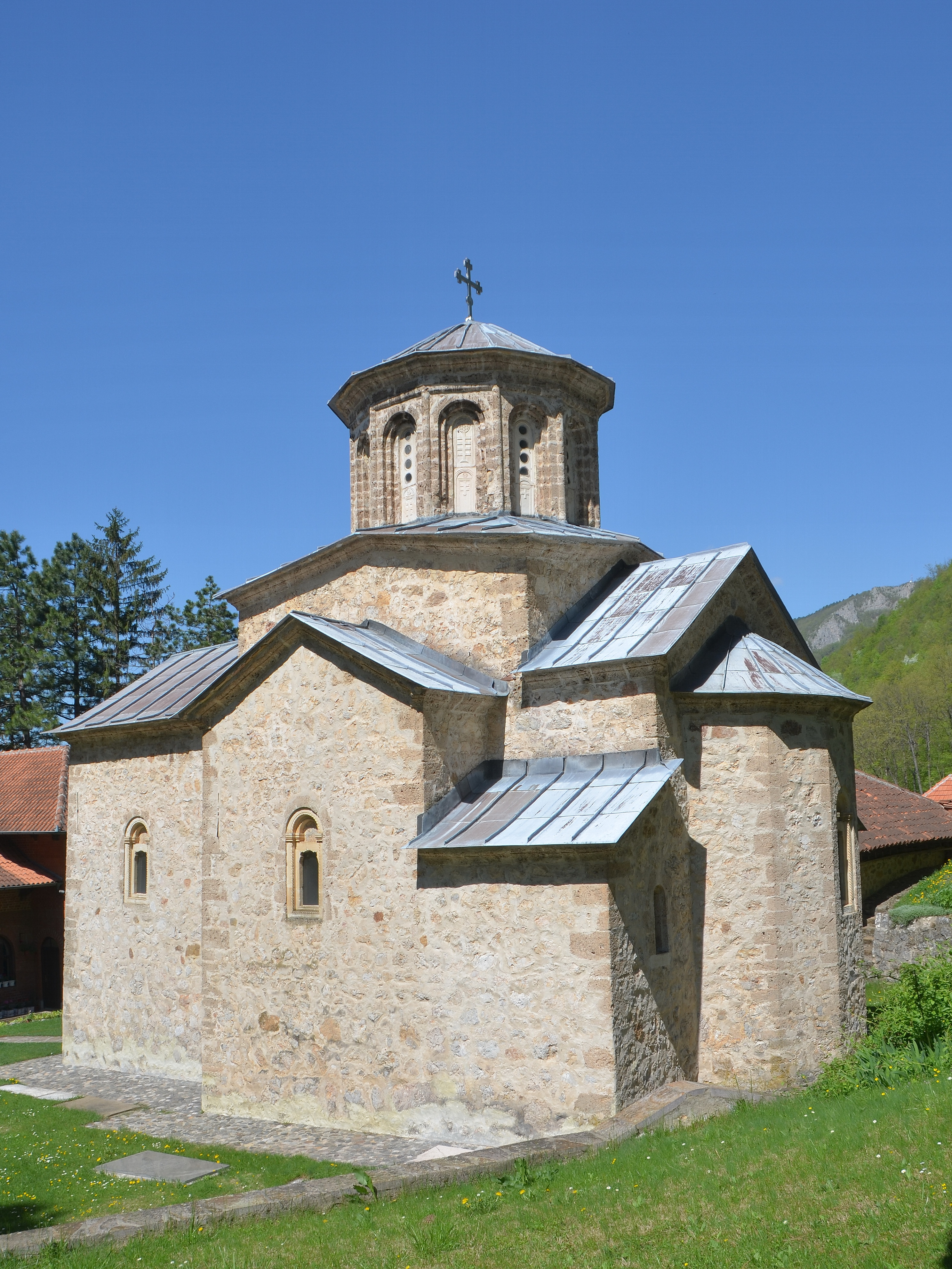
Autre vue de l'église.
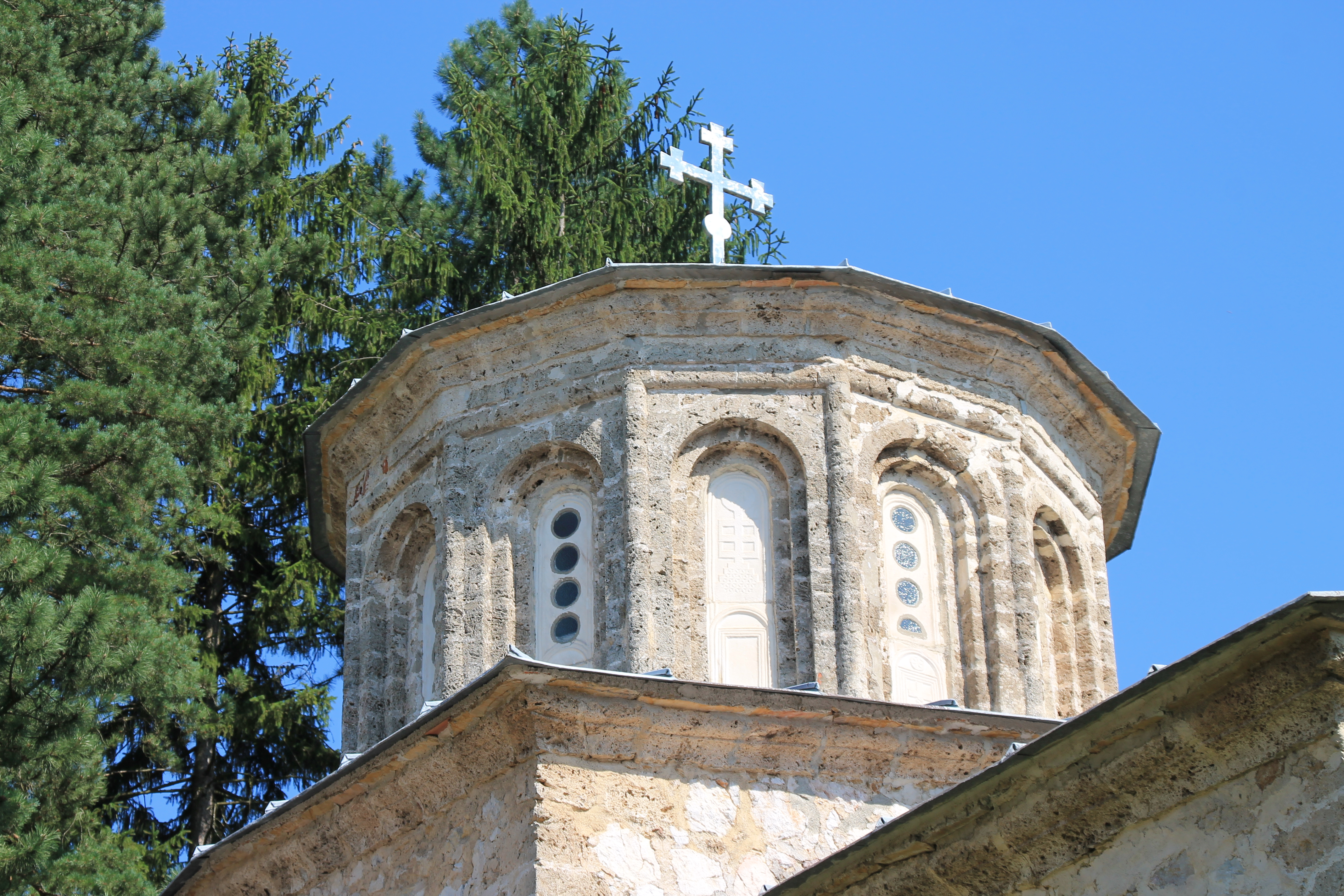
Détail du dôme.
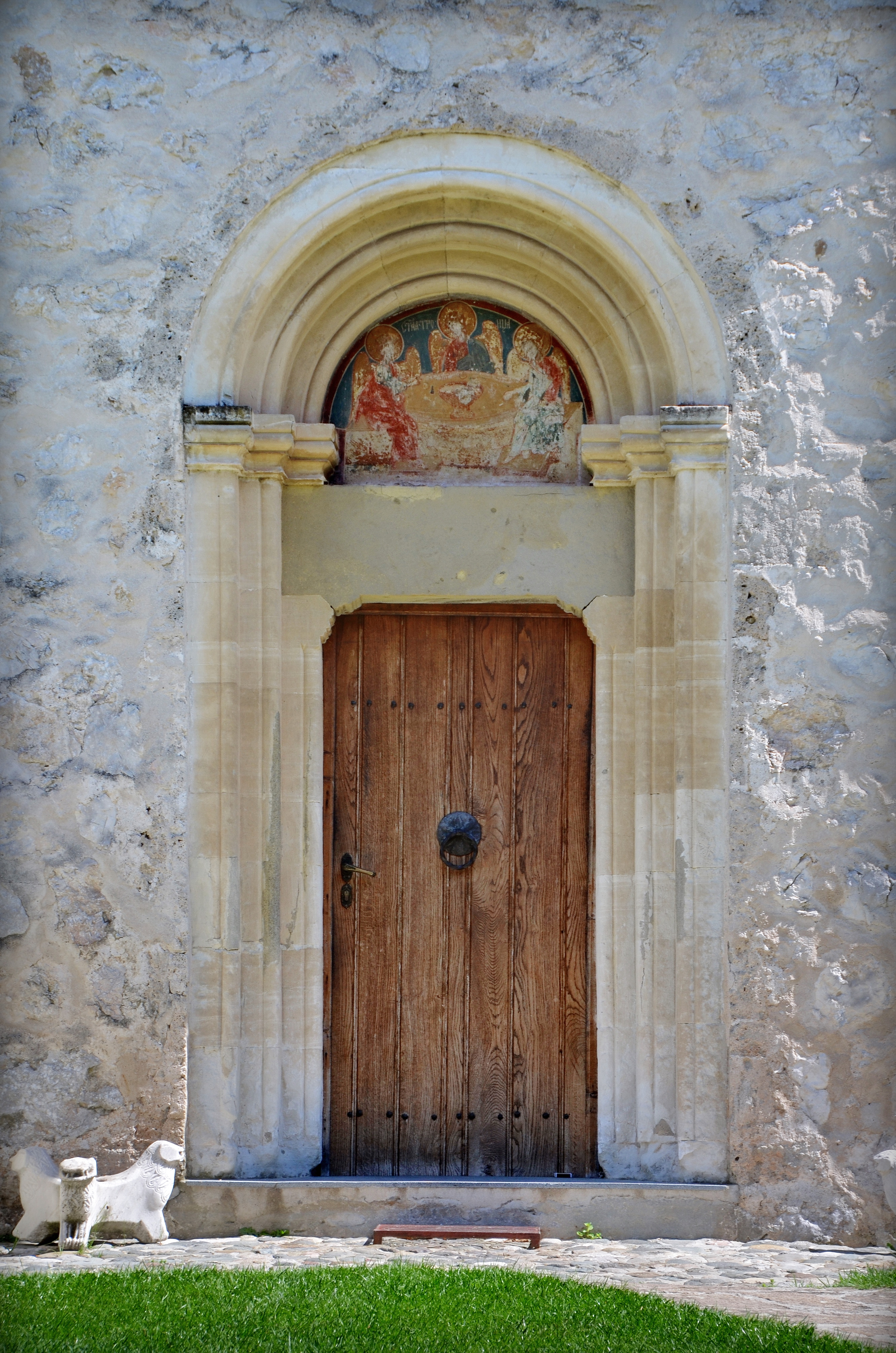
Détail de l'entrée, avec une représentation de la sainte Trinité.
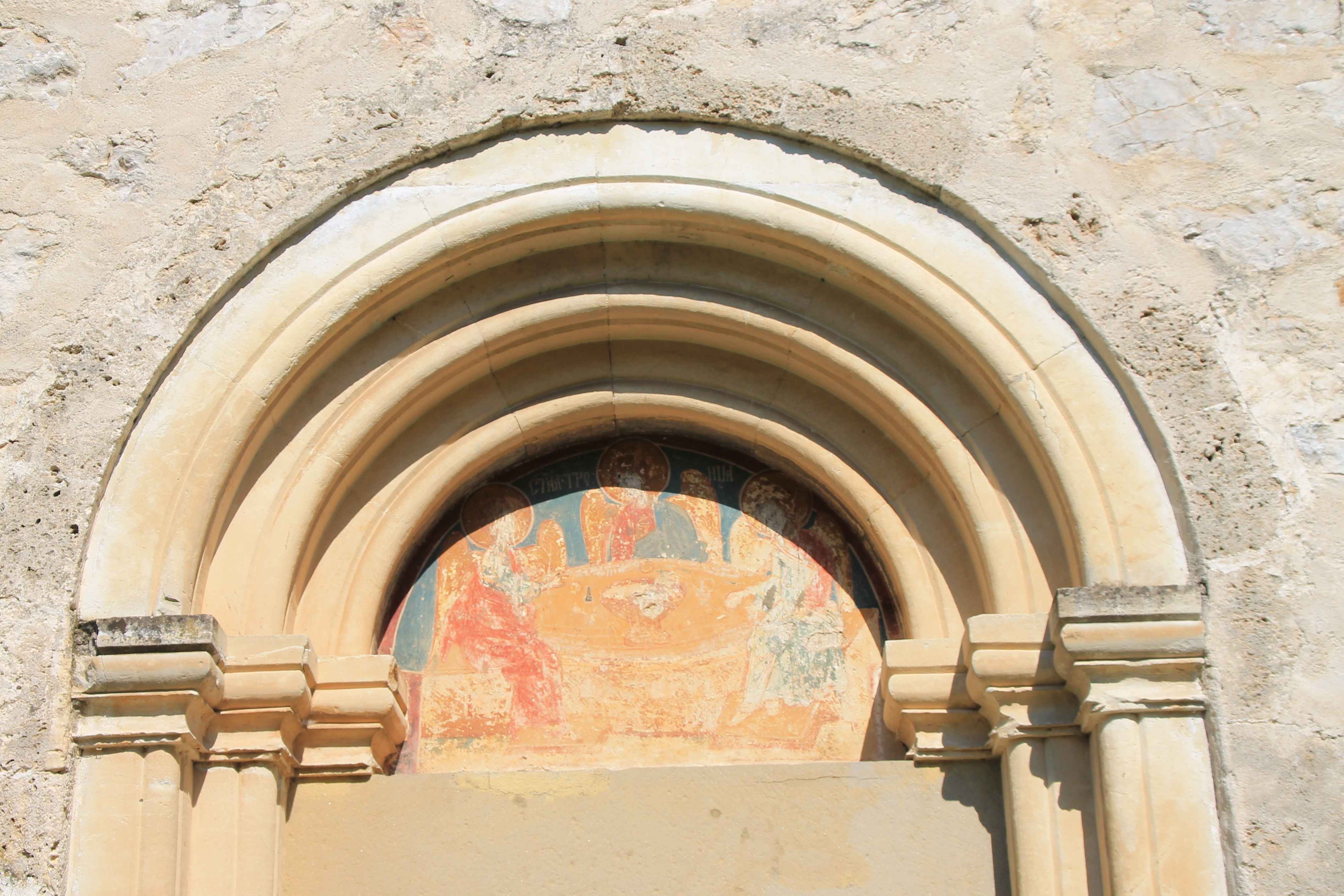
Détail de la sainte Trinité.
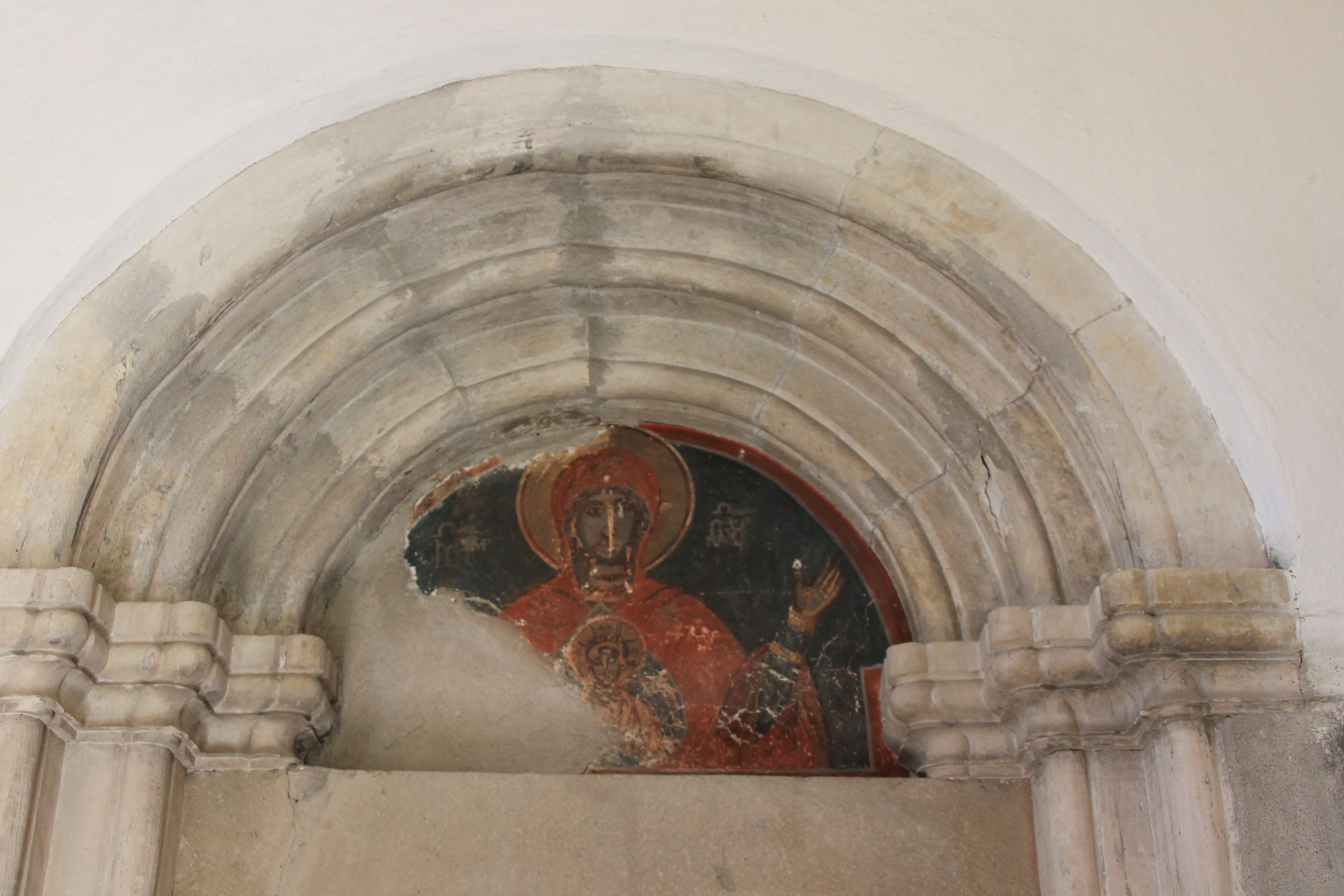
Fresque d'une autre porte.
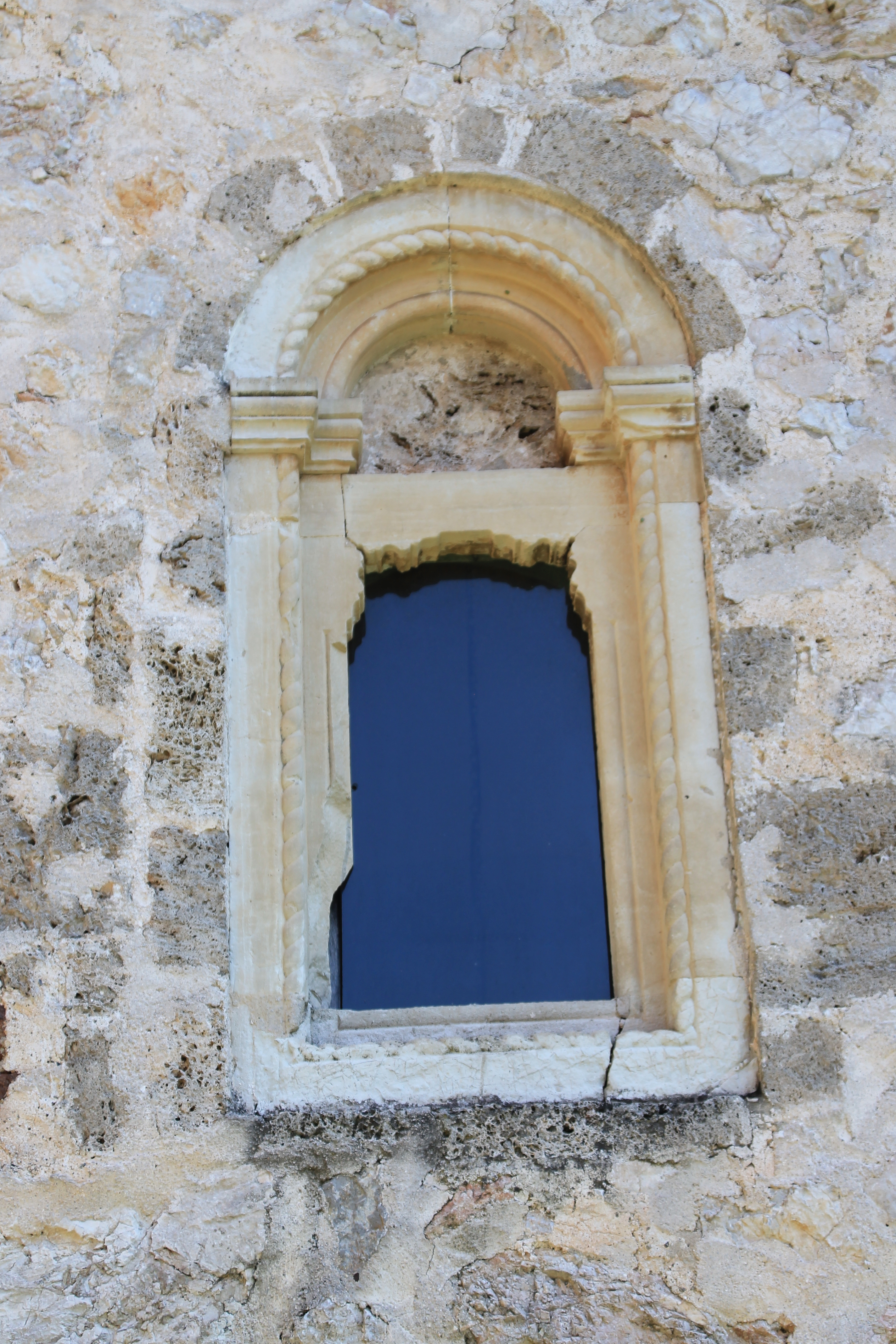
Détail d'une fenêtre du transept.

Une haute iconostase, richement sculptée, a été ornées d'icônes peintes en 1868 dans un style romantique par Nikola Marković.

L'iconostase.
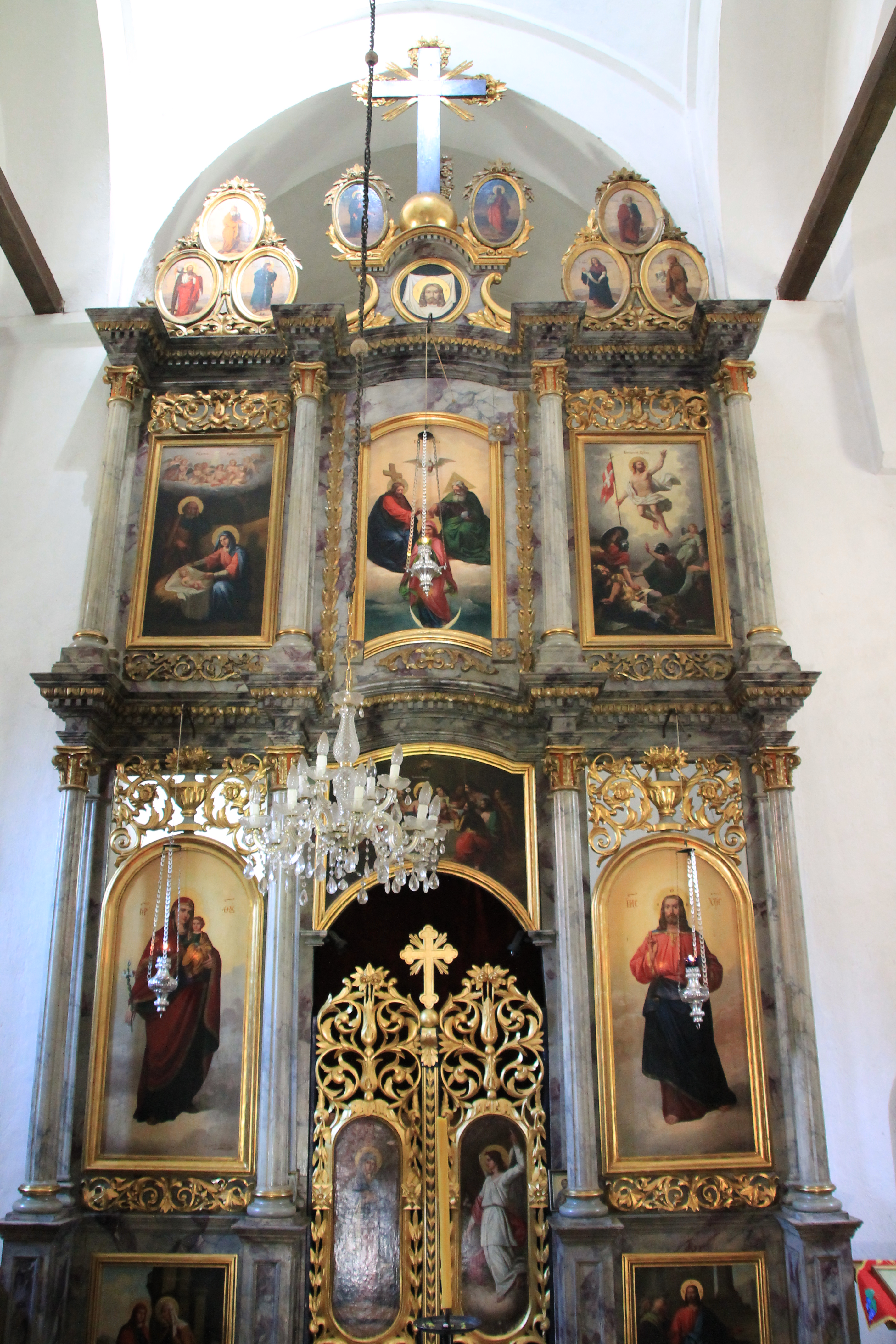
Vue générale de l'iconostase.
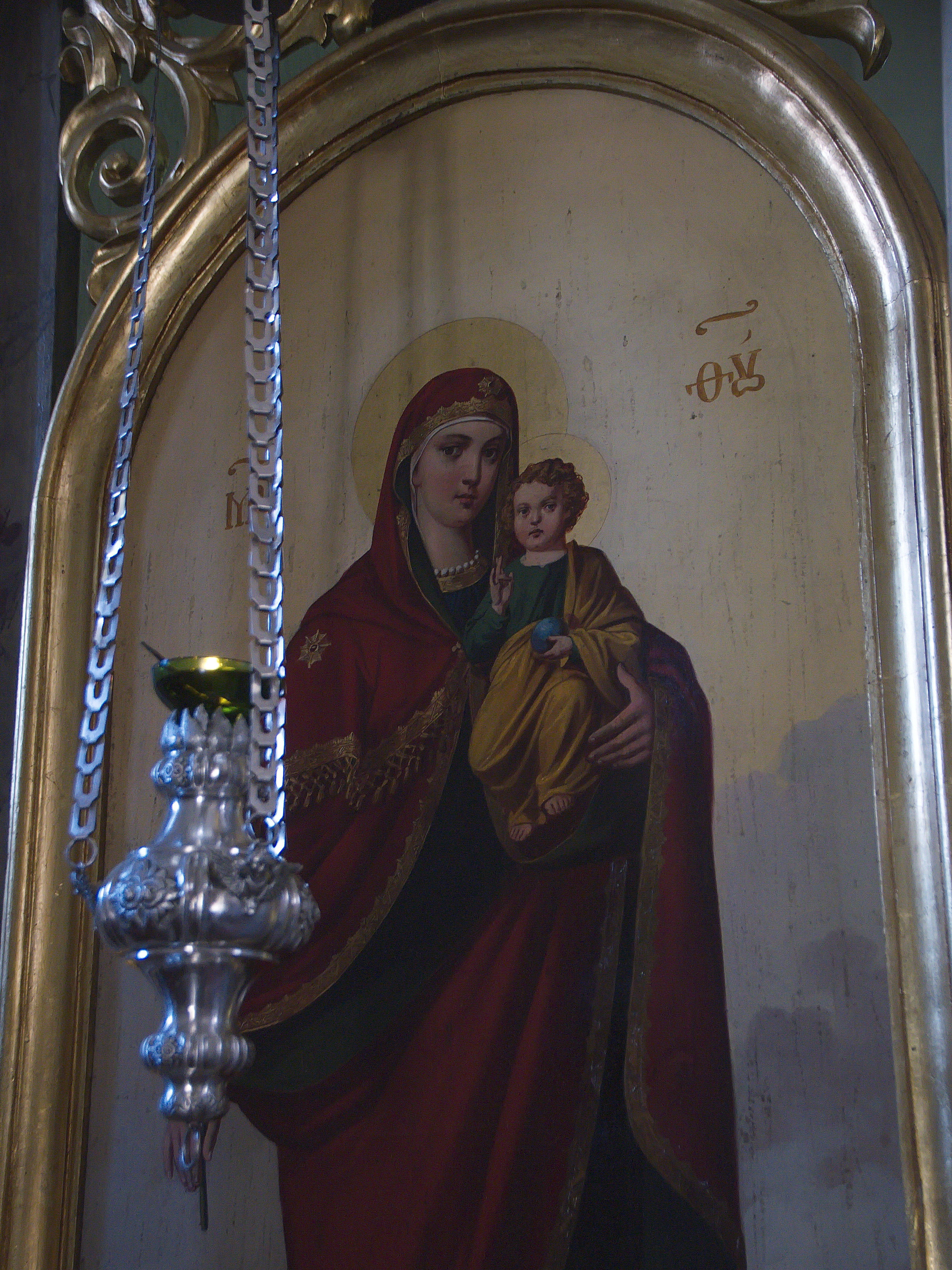
La Mère de Dieu avec le Christ.
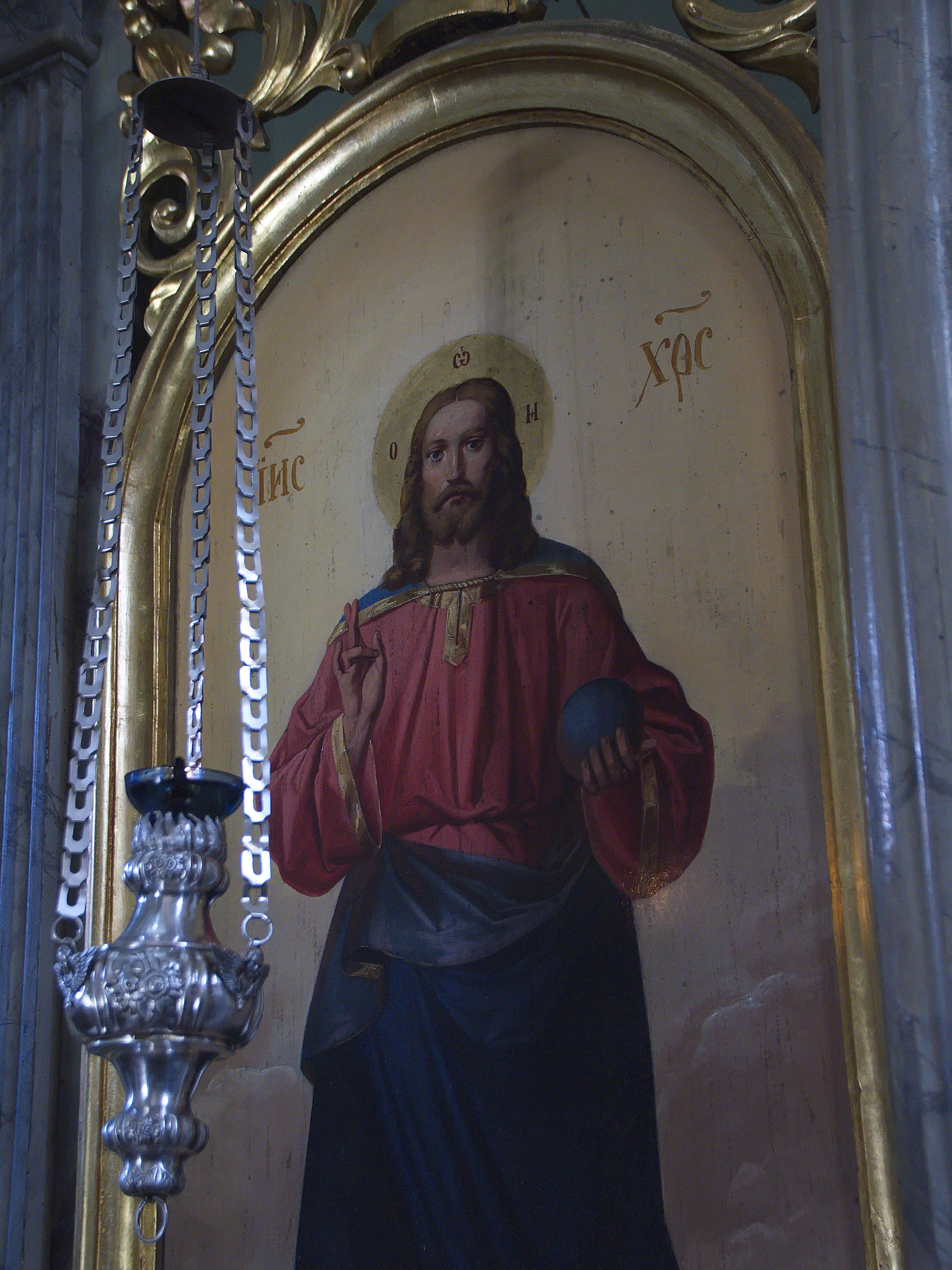
Le Christ Roi.
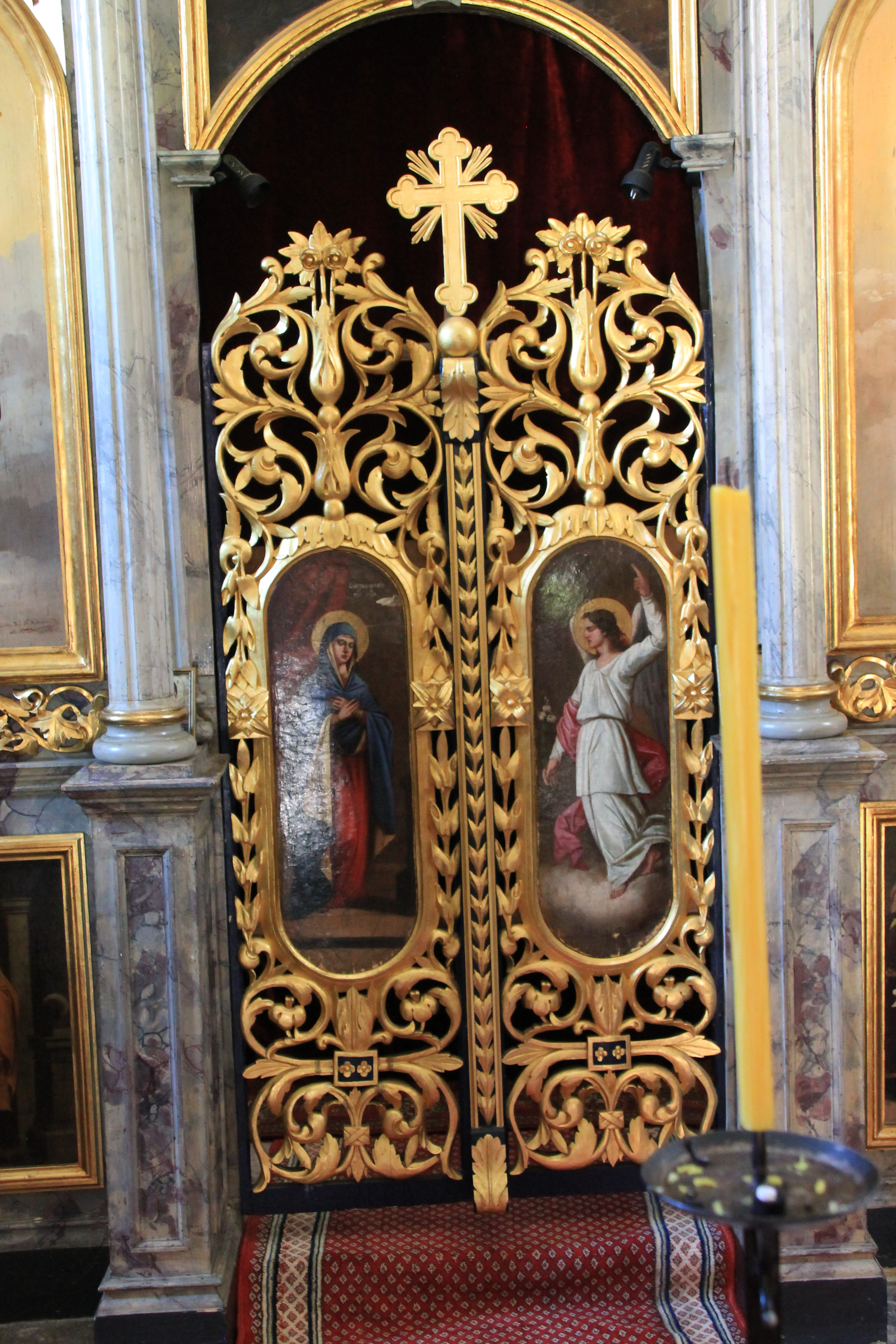
Détail des « portes royales ».

Des travaux de préservation de l'église et vieux konak voisin de l'église ont été réalisés depuis le milieu des années 1960 et, en 1995, l'iconostase de Marković reconstruite a retrouvé son emplacement d'origine,.

## Autres bâtiments monastiques
Le vieux konak, situé au nord de l'église, est caractéristique de l'architecture traditionnelle du XIXe siècle,. Il est constitué d'un rez-de-chaussée-sous-sol en pierres concassées et d'un étage construite selon la technique des colombages,.

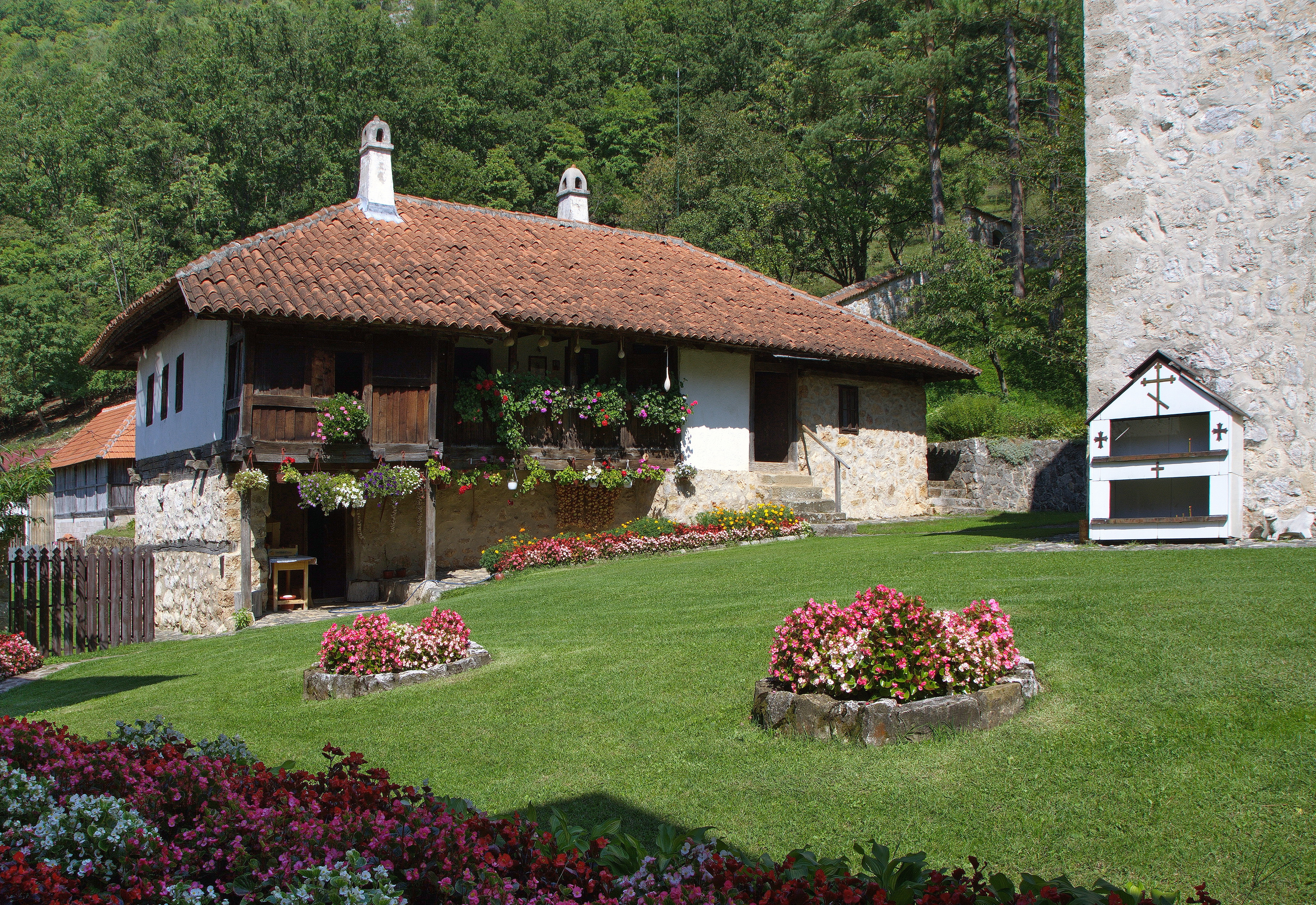
Le vieux konak.
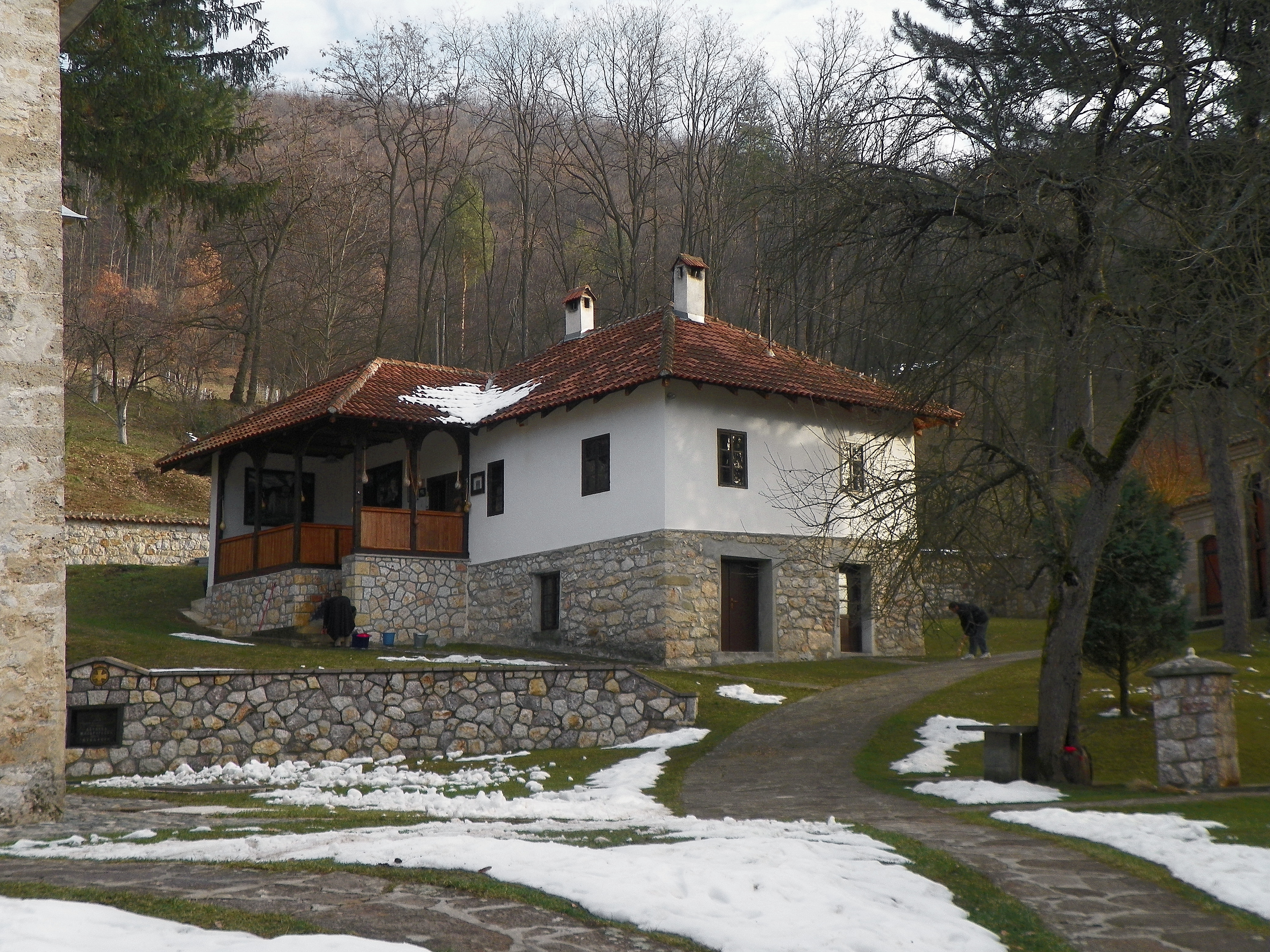
Un nouveau konak sur le parvis de l'église.
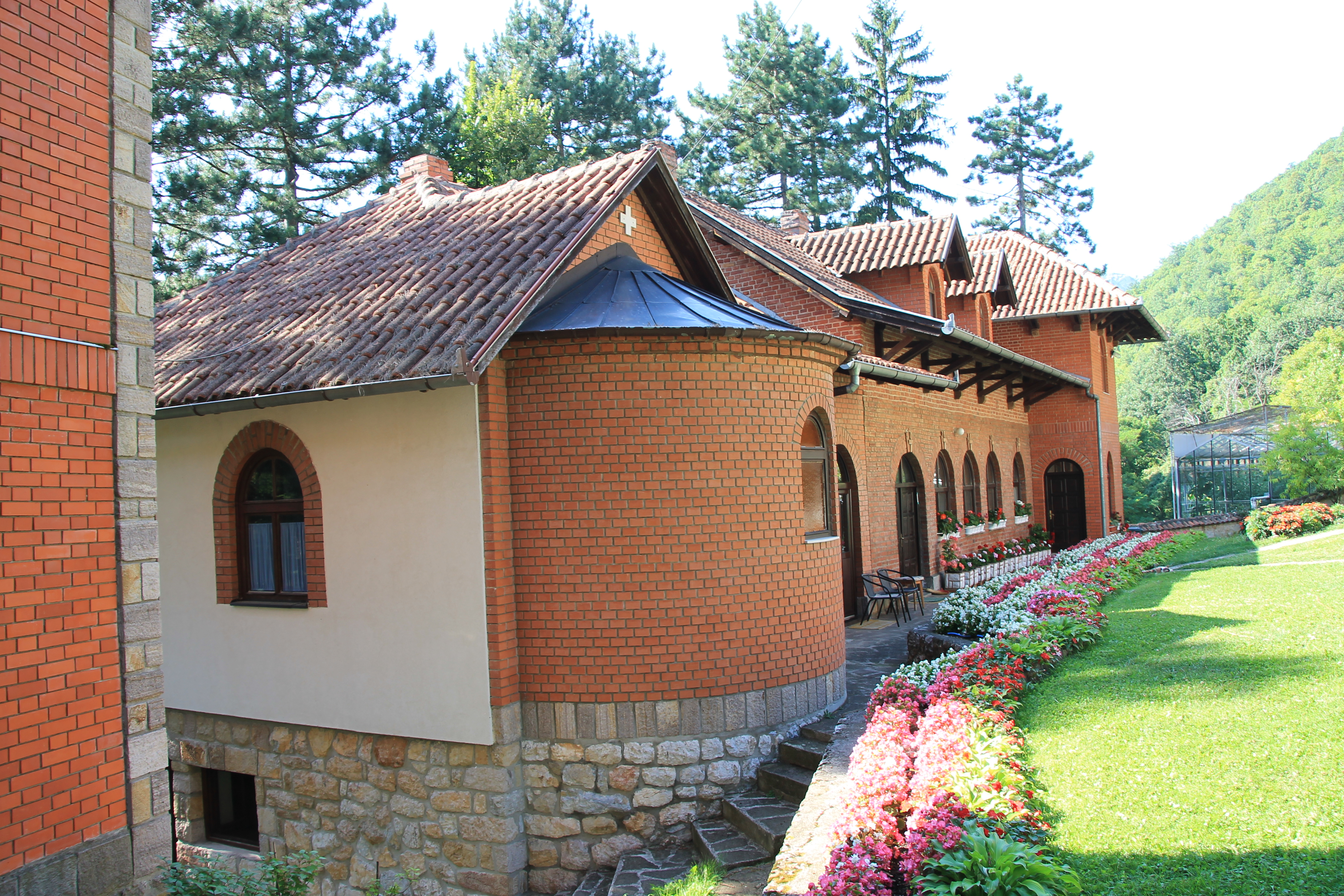
Un autre nouveau konak.